# Васильев, Леонид Сергеевич (архитектор)
Леони́д Серге́евич Васи́льев (14 июня 1934, Москва, СССР ― 10 апреля 2008, Кострома, Россия) ― советский и российский архитектор-реставратор. Архитектор Костромской реставрационной мастерской (1958―1976), главный архитектор Ярославской реставрационной мастерской (1977― 1986). Заслуженный работник культуры РСФСР (1971). Почётный гражданин Костромы (2005).

## Биография
Родился 14 июня 1934 года в Москве в семье марийского инженера-гидротехника Марбумстроя С. Г. Ягодарова, репрессированного по обвинению во вредительстве и расстрелянного в 1938 году в Казани. Реабилитирован в 1957 году. 
Вместе с матерью, учительницей Еленой Семёновной жил в Ульяновске, Калинине. В 1938 году переехал в г. Йошкар-Олу Марийской АССР. В 1952 году с золотой медалью окончил среднюю школу № 11. 
В 1958 году окончил Московский архитектурный институт.
По окончании института получил распределение в Кострому ― на должность архитектора Костромской реставрационной мастерской. 
Весной 1976 года был приглашён в Рязанскую реставрационную мастерскую. Проработал там до декабря 1977 года. 
В конце декабря 1977 года переехал в Ярославль. Здесь проработал на посту главного архитектора Ярославской реставрационной мастерской до марта 1986 года.
В марте 1986 года вернулся в Кострому. С 1995 года ― главный архитектор Костромского епархиального управления.
Скончался 10 апреля 2008 года в Костроме. Похоронен на кладбище при костромской церкви во имя святых мучеников Александра и Антонины Римских в Селище. 

## Деятельность в области архитектуры
Участвовал в реставрации и строительстве более 120 храмов, часовен и гражданских сооружений в разных регионах России и за рубежом.
Первым памятником в Костроме, реставрированным по проекту Л. С. Васильева, стала церковь Иоанна Богослова в Ипатьевской (в то время ― Трудовой) слободе. В 1960-е годы много работал в Ипатьевском монастыре, где по его проектам проведена реставрация стен и ворот, Троицкого собора, Архиерейского и Братского корпусов. С его именем останется связано восстановление первых вертикалей колоколен Костромы, разрушенных в 30-е годы XX в., и первой из них стала колокольня церкви Спаса в рядах. Им выполнено большое количество проектов возрождения полностью или частично разрушенных храмов Костромы: Ильинская церковь, церковь Усекновения главы Иоанна Предтечи, церковь Воскресения «на Площадке», церковь Василия Блаженного в Селище, собор Рождества Богородицы в Ипатьевском монастыре и др. Особое место в его биографии занимает воссоздание на бумаге взорванных в 1934 году в бывшем Костромском кремле Богоявленского кафедрального собора и соборной колокольни.
Архитектор много работал в городах и районах Костромской области, где по его проектам в разные годы были восстановлены: Покровский и Никольский храмы Авраамиево-Городецкого монастыря на Чухломском озере, Успенский собор Паисиева Успенского монастыря близ Галича, Успенская и Макариевская церкви Макариево-Унженского монастыря. По его проекту в 1996―1997 годах на берегу Галичского озера воссоздана разрушенная колокольня церкви Василия Великого в Рыбной слободе Галича — первая колокольня, восстановленная в нашей области за пределами Костромы. Внёс вклад в восстановление заповедного Щелыкова, где по его проектам реставрированы главный дом усадьбы, т. н. «Голубой» дом, церковь и ограда в Николо-Бережках, где на кладбище покоится прах драматурга А. Н. Островского.
По проектам архитектора восстановлено множество памятников за пределами Костромской области ― в Москве, Ярославле, Рязани, Ростове Великом, Йошкар-Оле и других местах. Так, во время многократных поездок в Марий Эл он стал проектировать на общественных началах, сотрудничал с Марийским отделением ВООПИиК. Им были разработаны проекты воссоздания утраченных храмов города Йошкар-Олы: Троицкой, Тихвинской церквей, Вознесенского собора; дома Пчелина, соборного комплекса Ежово-Мироносицкого монастыря, Казанской церкви села Нурма, Покровской церкви в Кокшайске. За эту работу награждён Почётной грамотой Республики Марий Эл. 
В январе 1969 года, накануне 100-летия со дня рождения В. И. Ленина, был командирован в Красноярский край, в место ленинской ссылки ― в мемориальное Шушенское. Там по его проектам восстановлено 19 различных объектов. За работу в Шушенском в 1971 году ему присвоено почётное звание «Заслуженный работник культуры РСФСР». 
Продолжением работы в Шушенском стала его командировка в 1974―1975 годах в Иркутск, где по его проекту прошла реставрация дома княгини М. Н. Волконской, в котором разместился «Музей сибирской ссылки декабристов».
За время работы в должности главного архитектора Костромского епархиального управления были восстановлены или построены заново многие городские и сельские храмы Костромской области.
Награждён орденом Дружбы и медалями. Имеет и церковные награды ― ордена преподобного Сергия Радонежского, благоверного князя Даниила Московского и преподобного Андрея Рублева.
Имя архитектора Л. С. Васильева стоит в одном ряду с наиболее выдающимися зодчими Костромского края ― безвестными мастерами XVI–XVII вв. и более ранних столетий: С. А. Воротиловым, Н. И. Метлиным, П. И. Фурсовым и другими.

## Звания и награды

### Государственные
- Заслуженный работник культуры РСФСР (9 апреля 1971)[1][3]
- Почётный гражданин Костромы (23 июня 2005)[1][3][10]
- Орден Дружбы [7]
- Медаль «Ветеран труда» [3]
- Медаль «За заслуги перед городом Костромой»[3]
- Медаль «За вклад в наследие народов России»[3]
- Памятный значок «850 лет Костроме»[3]
- Почётная грамота Республики Марий Эл (1995)[1]

## Церковные
- Орден Преподобного Сергия Радонежского[7]
- Орден Святого благоверного князя Даниила Московского[7]
- Орден преподобного Андрея Рублёва [7]
- Патриаршая грамота[7]

## Память
- В июне 2014 года в библиотеке Дома Романовых в Костроме по инициативе Всероссийского общества охраны памятников истории и культуры прошёл вечер памяти архитектора-реставратора Л. С. Васильева[11][12].
- В Костроме в 2013 году, в год 80-летия со дня рождения архитектора-реставратора, заслуженного работника культуры РСФСР, Почётного гражданина Костромы Л. С. Васильева вышел в свет сборник «Об архитектурном наследии Костромского края», включающий его статьи, пояснительные записки к проектам восстановления памятников архитектуры, письма в их защиту, воспоминания коллег, а также настоятелей костромских храмов и др[13][14][15][16].
- Некоторые работы архитектора Л. С. Васильева ныне хранятся в Музее истории города Йошкар-Олы[8][9].